# Die Auferstehung des Colonel Chabert
Die Auferstehung des Colonel Chabert (Originaltitel: Le Colonel Chabert) ist eine französische Verfilmung der Balzac-Erzählung Oberst Chabert aus dem Jahr 1994. Unter der Regie von Yves Angelo sind Gérard Depardieu, Fanny Ardant und Fabrice Luchini in den Hauptrollen zu sehen.

## Handlung
Oberst Chabert, der unter Napoleon Bonaparte mit den Kürassieren ruhmreich im Krieg kämpfte und nach der Schlacht bei Eylau im Jahr 1807 für tot erklärt wurde, kehrt nach zehnjähriger Wanderung durch Europa mittellos nach Paris zurück. Er sucht den Anwalt Derville auf, der ihm helfen soll, seine Identität und seinen Besitz zurückzuerhalten. Derville ist fasziniert von Chaberts Geschichte. Er übernimmt den Fall und investiert eigenes Kapital, obwohl alle anderen Chabert für einen Hochstapler halten. 
Auch Chaberts Ehe soll rechtmäßig wieder anerkannt werden. Seine Frau Rose, die sich als Witwe glaubte, hat jedoch in der Zwischenzeit erneut geheiratet. Ihr neuer Gatte, der hochangesehene Graf Ferraud, will mit dem Geld, das eigentlich Chabert gehört, seine politische Macht erweitern. Aus Angst, eine Annullierung ihrer zweiten Ehe könne sie das Vermögen und ihren gesellschaftlichen Status kosten, bestreitet Rose Chaberts Identität vor dem Notar. Als Derville auch die Vertretung der Gräfin übernimmt, gerät der Anwalt in eine für ihn höchst interessante Position.
Überzeugt, dass Chabert sie noch immer liebt, lädt ihn die Gräfin auf ihren luxuriösen Landsitz ein, während Graf Ferraud verreist ist. Sie versucht, Chabert zu besänftigen, und bietet ihm eine Abfindung an, wenn er im Gegenzug Papiere unterschreibt, mit denen er leugnet, Chabert zu sein. Chabert, der von Derville vor dem Angebot gewarnt wird, verlangt eine hohe Geldsumme, die die Gräfin nicht zu zahlen bereit ist. Als sie sich schließlich doch auf einen Betrag einigen können und Chabert kurz davor steht, die Papiere zu unterschreiben, überlegt er es sich noch einmal anders. Seine Ehre ist ihm wichtiger als Geld. Er geht mit leeren Händen davon und verbringt seine letzten Lebensjahre verarmt in einem Hospiz.

## Hintergrund

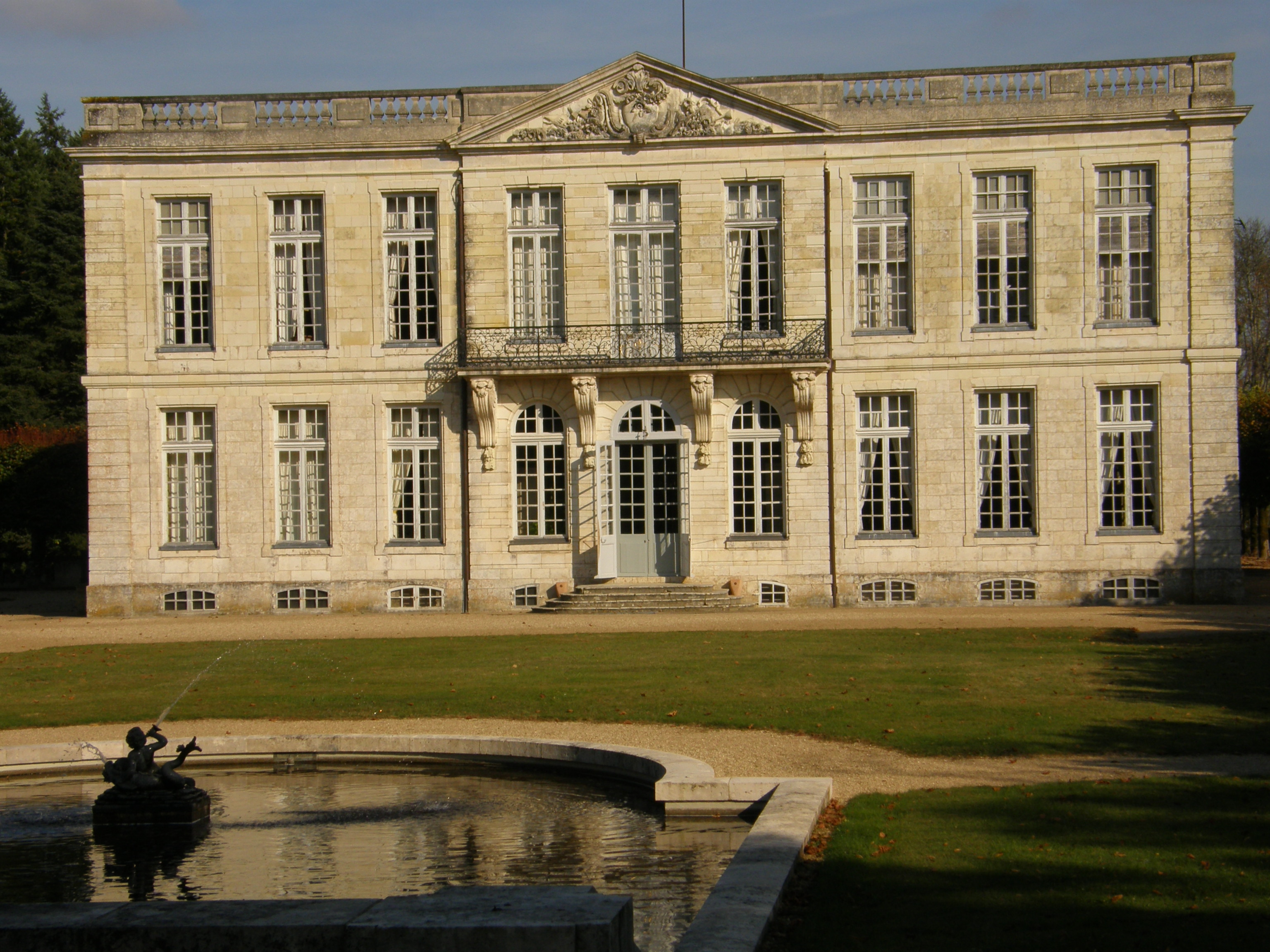
Schloss Bouges, ein Drehort des Films

Die Auferstehung des Colonel Chabert ist die sechste Verfilmung von Honoré de Balzacs Erzählung Oberst Chabert aus dem Jahr 1832. Der in Frankreich bis dahin nur als Kameramann bekannte Yves Angelo realisierte mit dieser Version sein Regiedebüt. Gedreht wurde unter anderem in Paris, in der Abbaye du Moncel in Pontpoint, auf Schloss Bouges in Bouges-le-Château und Schloss Valençay im Département Indre, auf Schloss Bizy in Vernon, in Fontaine-Chaalis sowie in dem polnischen Ort Białka (Schlacht bei Eylau). Als Szenenbildner kam dabei Bernard Vézat zum Einsatz, die Kostüme entwarf Franca Squarciapino. Das Budget des Films betrug umgerechnet 11,4 Millionen Euro.  In einer kleinen Nebenrolle als Hausmädchen Mathilde war Gérard Depardieus Tochter Julie Depardieu erstmals auf der Leinwand zu sehen.
Der Film feierte am 9. September 1994 seine Premiere auf dem Toronto International Film Festival in Kanada. Am 21. September 1994 kam er in die französischen Kinos, wo er von mehr als 1,69 Millionen Zuschauern gesehen wurde. In Deutschland wurde er erstmals am 20. Februar 2001 im Fernsehen gezeigt und im August 2019 auf DVD veröffentlicht.

## Filmmusik
Für die musikalische Begleitung des Films wurden fast ausschließlich Kompositionen aus dem 18. und 19. Jahrhundert verwendet:
- Klaviertrio D-Dur op. 70,1: Largo assai ed espressivo von Ludwig van Beethoven
- Davidsbündlertänze: Wie aus der Ferne (Opus 6, Nr. 17) von Robert Schumann
- Trio für Klavier, Klarinette und Viola Es-Dur: Rondeaux allegretto („Kegelstatt-Trio“, KV 498) von Wolfgang Amadeus Mozart
- Sonate in A-Dur (K 322) von Domenico Scarlatti
- Marche Napoléonienne von François Rauber
- Klaviersonate Nr. 20 A-Dur: Andantino (D 959) von Franz Schubert
- Davidsbündlertänze: Innig (Opus 6, Nr. 2) von Robert Schumann
- Sinfonische Etüden: Etüde XI (Opus 13) von Robert Schumann

Die Musik des Films wurde 1994 auf CD veröffentlicht.

## Kritiken
Das Lexikon des internationalen Films bezeichnete Die Auferstehung des Colonel Chabert als „[g]ut gespielte und exzellent fotografierte Literaturverfilmung […], die ein spannendes Ränkespiel ausbreitet, Fragen nach Lüge und Wahrhaftigkeit thematisiert und die die wahre Identität des geheimnisvollen Mannes bis zum letzten Augenblick verschleiert“. Prisma zufolge habe Regisseur Yves Angelo „eine spannende und ästhetisch reizvolle Neuverfilmung der bekannten Balzac-Erzählung“ realisiert. Dabei habe er vor allem Wert auf „eine kammerspielartige Inszenierung“ gelegt und „mit bemerkenswerten Darstellern ein packendes Verwirrspiel um Lug und Trug [geschaffen]“.
Janet Maslin von der New York Times kam zu dem Schluss, dass die Hauptdarsteller Gérard Depardieu und Fanny Ardant ihre Rollen „erwartungsgemäß“ mit Expertise gespielt hätten, jedoch „die erstaunlichste Darstellung“ Fabrice Luchini als Anwalt gelungen sei. Yves Angelo habe wiederum „ein sorgfältiges Regiedebüt“ abgeliefert und „seine visuelle Fachkenntnis“ bestätigt.

## Auszeichnungen
Bei der Verleihung des César 1995 war Die Auferstehung des Colonel Chabert in sechs Kategorien nominiert: Bester Hauptdarsteller (Gérard Depardieu), Bester Nebendarsteller (Fabrice Luchini), Beste Kamera (Bernard Lutic), Beste Kostüme (Franca Squarciapino), Bestes Szenenbild (Bernard Vézat) und Bestes Erstlingswerk (Yves Angelo). Der Film konnte sich jedoch in keiner der Kategorien gegen die Konkurrenz durchsetzen.
Beim Cairo International Film Festival erhielt Yves Angelo für seinen Film die Goldene Pyramide. Die Kostüme wurden ferner mit dem Nastro d’Argento prämiert.

## Deutsche Fassung
| Rolle          | Darsteller       | Synchronsprecher |
| -------------- | ---------------- | ---------------- |
| Chabert        | Gérard Depardieu | Manfred Lehmann  |
| Gräfin Ferraud | Fanny Ardant     | Dagmar Heller    |
| Graf Ferraud   | André Dussollier | Joachim Höppner  |
| Boucard        | Daniel Prévost   | Mogens von Gadow |
| Godeschal      | Maxime Leroux    | Ulrich Frank     |
| Desroches      | Éric Elmosnino   | Marcus Off       |
| Chamblin       | Claude Rich      | Peter Fricke     |